# Sant Feliç de Lodés
Sant Feliç de Lodés (en francès Saint-Félix-de-Lodez) és un municipi occità del Llenguadoc, situat al departament de l'Erau i a la regió d'Occitània.